# Infekcija mokraćnog sustava
Infekcija mokraćnog sustava (IMS) bakterijska je infekcija koja zahvaća dio mokraćnih puteva. Ako zahvati donji dio mokraćnih puteva naziva se jednostavno cistitis (upala mjehura), a ako zahvati gornji mokraćni sustav, radi se o pijelonefritisu (upali bubrega). Simptomi upale donjega dijela mokraćnoga sustava uključuju bolno mokrenje i/ili često mokrenje ili nagon za mokrenjem (ili oboje), dok su simptomi pijelonefritisa vrućica, bolovi u slabinama ili leđima i povremena jaka bol u trbuhu, uz simptome koji se pojavljuju pri upali donjega dijela mokraćnoga sustava. U starijih i vrlo mladih osoba simptomi mogu biti nejasni ili nespecifični. Glavni uzročnik obiju upala jest Escherichia coli, no u rijetkim slučajevima uzrok mogu biti i druge bakterije, virusi ili gljivice.
Zaraze mokraćnoga sustava češće se javljaju u žena nego u muškaraca, a gotovo polovica žena u nekom trenutku svojega života oboli od ove bolesti. Recidivi su vrlo česti. Čimbenici rizika uključuju žensku anatomiju, spolne odnose i obiteljsku povijest bolesti. Pijelonefritis, ako do njega dođe, obično slijedi nakon upale mjehura, ali može biti i posljedica zaraza prenosivih krvlju. Dijagnoza u mladih zdravih žena može se postaviti i samo na temelju simptoma. U slučajevima s nejasnim simptomima dijagnosticiranje može biti otežano jer bakterije mogu biti prisutne i bez upale. U složenim slučajevima, ili ako je liječenje neuspješno, može biti korisna urinokultura. U osoba s čestim zarazama kao preventivna mjera može se primijeniti niska doza antibiotika.
U nekompliciranim slučajevima upale mokraćnoga sustava lako se liječe kratkom terapijom antibiotika iako je sve učestalija otpornost na mnoge antibiotike koji se rabe u liječenju ove bolesti. U složenijim slučajevima može biti potrebna duža ili intravenska terapija antibioticima, a ako se simptomi ne ublaže u roku od dva ili tri dana, nužne su dodatne dijagnostičke pretrage. U žena su upale mokraćnog sustava najčešći oblik bakterijske infekcije i godišnje 10 % žena oboli od zaraza urinarnoga trakta.

## Znakovi i simptomi
Zaraza donjega dijela mokraćnog sustava naziva se i upalom mjehura. Najčešći simptomi koji upućuju na upalu su pečenje pri mokrenju i učestalo mokrenje (ili potreba za mokrenjem), ako nema vaginalna iscjedka i znatnije boli. Ovi simptomi mogu varirati od blagih do teških, a u inače zdravih žena traju u prosjeku šest dana. Moguća je pojava određene boli iznad stidne kosti ili u križima. Oboljeli od zaraze gornjega mokraćnog sustava ili pijelonefritisa mogu osjećati bol u donjem dijelu leđa i povremeno u trbuhu, imati vrućicu ili mučninu i povraćanje, uz tipične simptome zaraze donjega mokraćnog sustava. U rijetkim slučajevima urin može biti krvav ili se može pojaviti pijurija (gnoj u mokraći).

### U djece
U mlađe djece jedini simptom zaraze mokraćnog sustava (IMS) može biti i samo vrućica. Zbog izostanka očitijih simptoma, kad ženska djeca mlađa od dvije ili neobrezana muška djeca mlađa od godinu dana imaju povišenu temperaturu, mnoge medicinske udruge preporučuju urinokulturu. Dojenčad može biti slabog apetita, povraćati, spavati više nego obično ili pokazivati znakove žutice. U starije djece može se vratiti urinarna inkontinencija (gubitak kontrole nad mjehurom).

### U starijih osoba
Simptomi mokraćnog sustava često izostaju u starijih osoba. Bolest se može nejasno manifestirati, uz inkontinenciju, promjene u razini svijesti ili umor kao jedinim simptomima. Nasuprot tome neke se osobe javljaju liječniku sa sepsom, infekcijom krvi, kao prvim simptomima. To što mnoge starije osobe pate od već postojeće inkontinencije ili demencije može zakomplicirati postavljanje dijagnoze.

## Uzrok
E. coli uzrok je 80-85% infekcija mokraćnoga sustava, pri čemu je Staphylococcus saprophyticus uzročnik u 5-10% slučajeva. Rijetko su uzrok virusne ili gljivične zaraze. Ostali bakterijski uzroci mogu biti:Klebsiella, Proteus, Pseudomonas i Enterobacter. Oni su rijetki i obično su povezani s malformacijama mokraćnog sustava ili urinarnom kateterizacijom. Infekcija mokraćnog sustava uzrokovana bakterijom Staphylococcus aureus obično nastaje kao posljedica zaraza koje se prenose krvlju.

### Spolni odnosi
U mladih spolno aktivnih žena spolna aktivnost uzrok je 75-90% infekcija mjehura, pri čemu je rizik od zaraze povezan s učestalošću snošaja. Ovaj fenomen čestih IMS-a tijekom ranog razdoblja braka naziva se »cistitisom medenog mjeseca«. U žena u postmenopauzi spolna aktivnost ne utječe na rizik obolijevanja od IMS-a. Korištenje spermicida povećava rizik od IMS-a neovisno o učestalosti spolnih odnosa.
Žene su sklonije IMS-u od muškaraca jer je u žena mokraćna cijev puno kraća i bliže anusu. Kako u žena razina estrogena opada s menopauzom, rizik od zaraza mokraćnoga sustava povećava se zbog gubitka zaštitne vaginalne flore.

### Urinarni kateteri
Urinarna kateterizacija povećava rizik od zaraza mokraćnog sustava. Rizik od bakterijurije (bakterija u urinu) je između tri do šest posto dnevno, i profilaktički antibiotici nisu učinkoviti u smanjenju simptomatskih zaraza. Rizik od povezane zaraze može se smanjiti kateterizacijom samo onda kad je to potrebno, korištenjem sterilne tehnike uvođenja i održavanjem nesmetana zatvorena drenažna sustava.

### Ostali
U obiteljima može postojati predispozicija za zaraze mjehura. Ostali čimbenici rizika uključuju dijabetes, činjenicu je li osoba neobrezana i ima li povećanu prostatu. Otežavajući čimbenici prilično su nedefinirani i uključuju predisponirajuće anatomske, funkcijske, ili metaboličke abnormalnosti. Složeniju IMS teže je liječiti i obično zahtijeva agresivniju procjenu, liječenje i nadzor. U djece su IMS povezane s vezikoureteralnim refluksom (abnormalno povratno kretanje mokraće iz mokraćnoga mjehura u mokraćovode ili bubrege) i zatvorom stolice.
Osobe s ozljedom kralježnične moždine pod povećanim su rizikom od IMS-a, djelomično zbog kronične uporabe katetera, a dijelom i zbog disfunkcije pražnjenja. Ova infekcija najčešći je uzrok zaraze u ovoj populaciji, kao i najčešći uzrok hospitalizacije. Osim toga, primjena soka od brusnice ili dodataka prehrani na bazi brusnica čini se nedjelotvornom u prevenciji i liječenju u ovoj populaciji.

## Patogeneza
Bakterije koje uzrokuju zaraze mokraćnoga sustava u pravilu ulaze u mjehur kroz mokraćnu cijev. Međutim, do zaraze može doći i putem krvi ili limfe. Vjeruje se da se bakterije obično prenose u mokraćnu cijev iz crijeva, pri čemu je rizik u žena veći zbog njihove anatomije. Nakon što prodru u mjehur, E. coli se prihvaćaju za stjenku mokraćnog mjehura i stvaraju biofilm koji se opire imunosnom odgovoru tijela.

## Prevencija
Za veliki broj čimbenika nije potvrđeno bi li utjecali na učestalost IMS-a, uključivši uporabu kontracepcijskih tableta ili prezervativa, mokrenje odmah nakon snošaja, vrstu donjega rublja koje se koristi, metode osobne higijene koje se koriste nakon mokrenja ili defekacije, kupanje ili tuširanje. Sličan nedostatak dokaza postoji i u vezi s učinkom zadržavanja urina, korištenja higijenskih tampona ili ispiranja.
Osobama s čestim zarazama mokraćnog sustava koje koriste spermicide ili dijafragme kao metodu kontracepcije savjetuje se korištenje alternativnih metoda. Brusnica (sok ili kapsule) može smanjiti učestalost u osoba s čestim zarazama, ali dugoročni je problem tolerancija jer se u više od 30% osoba javljaju smetnje probavnog sustava. Uzimanje dva puta dnevno vjerojatno je učinkovitije od uzimanja jednom dnevno. Sa stanjem 2011. godine, za intravaginalne probiotike nužna su daljnja ispitivanja kako bi se utvrdilo jesu li korisni. Korištenje prezervativa bez spermicida ili upotreba kontracepcijskih tableta ne povećavaju rizik od nekomplicirane zaraze urinarnog trakta.

### Lijekovi
Za osobe s ponavljajućim zaražavanjima djelotvorna je produljena terapija svakodnevnim uzimanjem antibiotika. Lijekovi koji se često koriste uključuju nitrofurantoin i trimetoprim/sulfametoksazol.Metenamin je još jedna tvar koja se često koristi za tu svrhu, jer u mjehuru u kojem je kiselost niska proizvodi formaldehid koji ima baktericidno djelovanje i na koji se ne stvara otpornost. U slučajevima u kojima su zaraze vezane uz snošaj, može biti korisno uzimanje antibiotika poslije snošaja. Utvrđeno je da u žena u postmenopauzi topički vaginalni estrogeni smanjuju učestalost recidiva. Za razliku od topičkih krema, primjena vaginalna estrogena iz vagitorija nije tako korisna kao niska doza antibiotika. Sa stanjem 2011. godine, radi se na razvoju većeg broja cjepiva.

### U djece
Nema kvalitetnih dokaza kako profilaktički antibiotici smanjuju zaraze mokraćnoga sustava u djece. Međutim, opetovane IMS rijetko su uzrok daljnjih problema s bubrezima ako prethodno ne postoje bubrežne anomalije, te pridonose bubrežnoj insuficijenciji u odraslih s manje od jedne trećine posto (0,33%).

## Dijagnoza
U jednostavnim slučajevima dijagnoza se može postaviti i ordinirati terapija samo na temelju simptoma, bez daljnje laboratorijske potvrde. U kompliciranim ili upitnim slučajevima može biti korisno potvrditi dijagnozu putem laboratorijske analize urina, pretragom na prisutnost nitrita, bijelih krvnih stanica (leukocita), ili leukocitne esteraze u mokraći. Drugom pretragom, mikroskopijom urina, ispituje se prisutnost crvenih krvnih stanica, bijelih krvnih stanica ili bakterija. Mokraćna kultura smatra se pozitivnom ako je bakterijska kolonija veća ili jednaka 103 jedinica koje tvore kolonije (eng. Colony Forming Unit-CFU) tipičnog organizma mokraćnog sustava po mililitru. Pomoću ovih kultura može se također ispitati osjetljivost na antibiotike (antibiogram), što ih čini korisnima pri odabiru liječenja antibioticima. Ipak, žene s negativnom kulturom još uvijek mogu poboljšati stanje antibiotskom terapijom. Kako simptomi mogu biti nejasni i kako ne postoje pouzdani testovi za infekcije mokraćnog sustava, dijagnosticiranje može biti teško u starijih osoba.

### Podjela
Zaraza mokraćnog sustava može obuhvatiti samo donji mokraćni sustav, u kojem se slučaju naziva upalom mjehura ili cistitisom. U slučaju infekcije gornjeg mokraćnog sustava govorimo o pijelonefritisu. Ako urin sadrži značajni broj bakterija ali nema simptoma, stanje je poznato kao asimptomatska bakterijurija. U slučajevima kada infekcija mokraćnog sustava zahvati gornji trakt, a osoba ima šećernu bolest, trudna je ili je muškarac, ili je imunokompromitirana, smatra se da je infekcija komplicirana. Inače, ako se radi o ženi koja je zdrava i u fazi premenopauze smatra se da je infekcija jednostavna. Ako je u djece infekcija mokraćnog sustava povezana s vrućicom smatra se da se radi o infekciji gornjeg mokraćnog sustava.

### U djece
Za postavljanje dijagnoze infekcije mokraćnog sustava u djece potrebna je pozitivna urinokultura. Kontaminacija često predstavlja izazov, ovisno o načinu prikupljanja uzorka, te se kao granična vrijednost računa 105 CFU/ml za uzorak "čistog" srednjeg mlaza, 104 CFU/ml za uzorke dobivene kateterom i 102 CFU/ml za suprapubični aspirat (uzorak izvučen iglom izravno iz mjehura). Svjetska zdravstvena organizacija savjetuje izbjegavanje „vrećica za urin" za prikupljanje uzoraka zbog visoke stope onečišćenja u kulturi, a kateterizacija je poželjna u djece neodviknute od pelena. Neki, poput Američke akademije za pedijatriju preporučuju ultrazvuk bubrega i cistouretrogram mokrenja (promatranje mokraćovoda i mokraćnog mjehura rendgenskim zrakama u stvarnom vremenu dok osoba urinira) za svu djecu ispod dvije godine starosti koja su imala infekciju mokraćnog sustava. -> Budući da ne postoji učinkovito liječenje ako se utvrdi problem, drugi, poput Nacionalnog instituta za kliničku izvrsnost, za one ispod šest mjeseci starosti ili koji imaju neobične nalaze preporučuju samo rutinsko snimanje.

### Diferencijalna dijagnoza
U žena s cervicitisom (upalom grlića maternice) ili vaginitisom (upalom rodnice) i kod mladih muškaraca sa simptomima IMS-a uzrok može biti infekcija bakterijama Chlamydia trachomatis ili Neisseria gonorrheae. Vaginitis može biti uzrokovan i vulvovaginalnom kandidozom gljivičnom infekcijom izazvanom Candidom albicans. U osoba koje su doživjele opetovane epizode simptoma IMS-a, a urinokulture su i nadalje negativne i nema poboljšanja nakon antibiotske terapije može se pomisliti na intersticijalni cistitis (sindrom bolnog mjehura). U diferencijalnoj dijagnozi može se uzeti u obzir i prostatitis (upala prostate).

## Liječenje
Temelj liječenja infekcija mokraćnih puteva su antibiotici. Katkad se uz antibiotike tijekom prvih nekoliko dana propisuje fenazopiridin kako bi se ublažio osjećaj pečenja i urgentnosti koji ponekad prati upalu mjehura. Međutim, to se ne preporučuje kao rutinska mjera zbog pitanja sigurnosti njegove uporabe, posebno povećane opasnosti od methemoglobinemije (povišene razine methemoglobina u krvi). Za vrućicu može se koristiti acetaminofen (paracetamol).

### Nekomplicirane infekcije
Nekomplicirane infekcije mogu se dijagnosticirati i liječiti na temelju prepoznavanja samiho simptoma. Oralni antibiotici kao što su trimetoprim/sulfametoksazol (TMP/SMX), cefalosporini, nitrofurantoin, ili fluorokinolon bitno skraćuju vrijeme oporavka, pri čemu su svi jednako učinkoviti. Obično je dovoljno trodnevno liječenje trimetoprimom, s TMP/SMX ili fluorokinolonom, dok nitrofurantoin zahtijeva 5–7 dana. Uz liječenje simptomi bi se trebali poboljšati u roku od 36 sati. Oko 50% oboljelih oporavit će se bez liječenja u roku od nekoliko dana ili tjedana. Američko društvo za zarazne bolesti ne preporučuje fluorokinolone kao lijek prvog izbora zbog zabrinutosti oko razvijanja otpornosti na ovu grupu lijekova. Unatoč ovom oprezu, zbog njihove široke primjene došlo je do određenog stupnja rezistencije na sve navedene lijekove. U nekim zemljama smatra se da je sam trimetoprim ekvivalentan s TMP/SMX. Kod jednostavnih IMS-a djeca često reagiraju na trodnevno liječenje antibioticima.

### Pijelonefritis
Pijelonefritis se tretira agresivnije od jednostavne infekcije mokraćnog mjehura primjenom ili dužom terapijom oralnim antibioticima ili intravenskim antibioticima. U područjima u kojima je stopa rezistencije ispod 10% obično se primjenjuje sedmodnevna oralna terapija fluorokinolonom ciprofloksacin. Ako su lokalne stope rezistencije iznad 10%, često se propisuje doza intravenskog ceftriaksona. U osoba s težim simptomima može biti potrebna hospitalizacija radi kontinuiranog primanja antibiotika. Ako se simptomi ne poboljšaju nakon dva ili tri dana liječenja može se razmišljati o komplikacijama kao što je urinarna opstrukcija izazvana bubrežnim kamencem.

## Epidemiologija
Infekcije mokraćnog sustava najčešće su bakterijske infekcije u žena. Javljaju se najčešće u dobi između 16 i 35 godina, s tim da 10% žena obolijeva od infekcija godišnje, a 60% ih ima infekciju u nekom trenutku svog života. Recidivi su česti, te gotovo polovica ljudi ponovno dobije infekciju u roku od godine dana. Infekcije mokraćnog sustava javljaju se u žena četiri puta češće nego u muškaraca. Pijelonefritis se javlja 20-30 puta rjeđe, od infekcija donjih mokračnih puteva. Ove su infekcije najčešći uzrok bolničkih infekcija, u kojima sudjeluju s otprilike 40%. Količina asimptomatskih bakterija u urinu povećava se sa starenjem, s dva do sedam posto u žena plodne dobi do čak 50% u starijih žena smještenih u domovima za skrb. Stope asimptomatskih bakterija u urinu kod muškaraca iznad 75 godina starosti iznose od 7-10%.
Infekcije mokraćnog sustava mogu zahvatiti 10% populacije u djetinjstvu. Među djecom infekcije mokraćnog sustava najčešće su u neobrezanih dječaka mlađih od tri mjeseca starosti, a slijede ih djevojčice mlađe od godinu dana. Procjene učestalosti među djecom međutim jako variraju. U skupini djece s vrućicom, u rasponu dobi od rođenja do dvije godine, u dva do 20% djece dijagnosticirana je IMS.

## Društvo i kultura
U Sjedinjenim Američkim Državama infekcije urinarnog sustava povod su za gotovo sedam milijuna odlazaka u liječničke ordinacije primarne zdravstvene zaštite, milijun prijema u službama hitne pomoći i sto tisuća hospitalizacija svake godine. Trošak tih infekcija u smislu izgubljenog radnog vremena i financijskih troškova zdravstvene zaštite je značajan. Izravni troškovi liječenja u Sjedinjenim Američkim Državama procjenjuju se na 1,6 milijardi USD godišnje.

## Povijest
Infekcije mokraćnog sustava spominju se od davnina, a prvi dokumentirani opis u Ebersovom papirusu potječe iz 1550. pr. Kr. Egipćani infekciju opisuju kao "isijavanje topline iz mjehura". Učinkovitog liječenja nije bilo sve do otkrića i dostupnosti antibiotika 1930-ih godina; prije toga savjetovalo se liječenje biljem, puštanje krvi i odmaranje.

## U trudnoći
Infekcije mokraćnog sustava veći su razlog za zabrinutost u trudnoći, zbog povećane opasnosti od infekcije bubrega. Tijekom trudnoće visoke razine progesterona povećavaju rizik od smanjenja mišićnog tonusa mokraćovoda i mjehura, što dovodi do veće vjerojatnosti refluksa, pri čemu se urin vraća natrag prema mokraćovodima i prema bubrezima. Dok trudnice inače nemaju povećan rizik od asimptomatske bakterijurije, ako je bakterijurija već prisutna rizik od infekcije bubrega iznosi 25-40 %. /> Stoga se, ako pretraga urina pokazuje znakove infekcije, preporučuje liječenje čak i u odsutnosti simptoma. Obično se propisuju cefaleksin ili nitrofurantoin jer se oni općenito smatraju sigurnima u trudnoći. Infekcija bubrega tijekom trudnoće može dovesti do preranog poroda ili preeklampsije (stanje visokog krvnog tlaka i disfunkcije bubrega tijekom trudnoće što može rezultirati konvulzijama).